# Simon Gottfried Albert Doorenbos
Simeon Doorenbos ( 1891 – 1980) fue un horticultor, botánico neerlandés, conocido por su obra como Director del Departamento de Parques de La Haya, desde 1927 hasta su retiro en 1957, con una breve interrupción durante la Segunda Guerra Mundial. En 1942, fue destituido y expulsado por los nazis por negarse a quitar árboles y arbustos, para facilitar la construcción de plataformas de lanzamiento de misiles V1 (Fieseler Fi 103 Flak Zielgerät 76 (FZG-76).
Doorenbos comenzó su carrera como representante de criaderos botánicos en 1915, visitando el RU y EE. UU. Su larga carrera se caracterizó por la concentración de una serie de importantes cultivares, como: Symphoricarpos × doorenbosii, Betula utilis 'Doorenbos', y numerosas dalias. Tal vez su logro más famoso fue el cultivar híbrido de olmo 'Den Haag', de hecho se ha postulado que fue el primero en pensar en el cruzamiento de olmos para obtener variedades resistentes a la grafiosis (enfermedad holandesa del olmo). Doorenbos también fue responsable de introducir Ulmus wallichiana a Europa, de los cuales obtuvo ramas del Arnold Arboretum en 1929; la especie desempeñó más tarde un papel importante en el programa de mejoramiento de olmos neerlandesa.
Doorenbos fue fundador de la "Sociedad Dendrológica Internacional"; y más allá del mundo de la horticultura, fue también un agudo colombófilo.

## Honores

### Epónimos
Symphoricarpos × doorenbosii, Betula utilis 'Doorenbos', Iris 'Gerrie Doorenbos', Rosa 'Anneke Doorenbos'.
- La abreviatura «Door.» se emplea para indicar a Simon Gottfried Albert Doorenbos como autoridad en la descripción y clasificación científica de los vegetales.[1]